# Jhinjhak
Jhinjhak è una suddivisione dell'India, classificata come nagar panchayat, di 20.406 abitanti, situata nel distretto di Kanpur Dehat, nello stato federato dell'Uttar Pradesh. In base al numero di abitanti la città rientra nella classe III (da 20.000 a 49.999 persone).

## Geografia fisica
La città è situata a 26° 34' 0 N e 79° 43' 60 E e ha un'altitudine di 130 m s.l.m..

## Società

### Evoluzione demografica
Al censimento del 2001 la popolazione di Jhinjhak assommava a 20.406 persone, delle quali 10.797 maschi e 9.609 femmine. I bambini di età inferiore o uguale ai sei anni assommavano a 2.975, dei quali 1.596 maschi e 1.379 femmine. Infine, coloro che erano in grado di saper almeno leggere e scrivere erano 14.138, dei quali 8.050 maschi e 6.088 femmine.